# Gedenkstätte Berliner Mauer

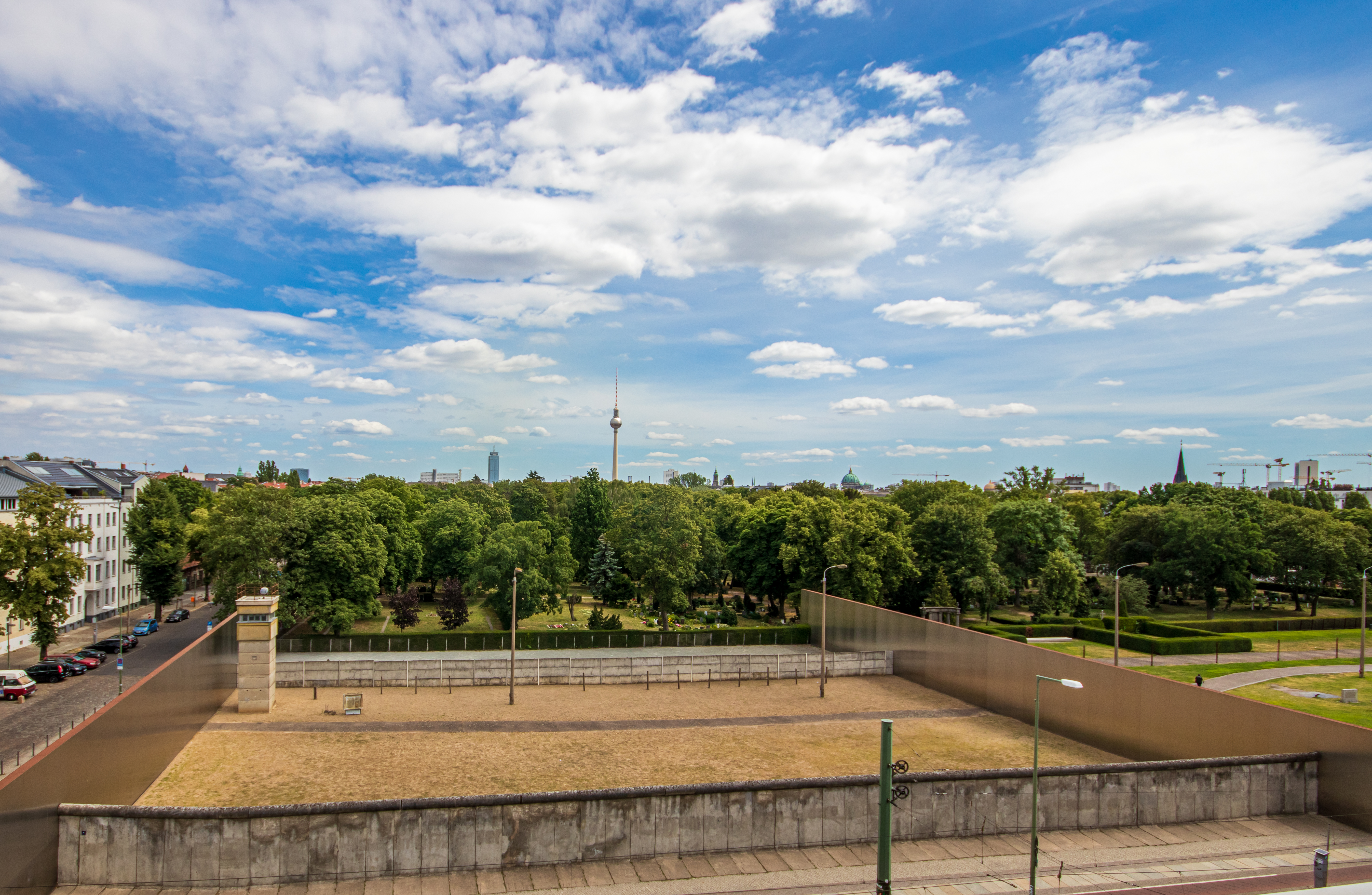
Pozostałości po Murze Berlińskim w Gedenkstätte Berliner Mauer

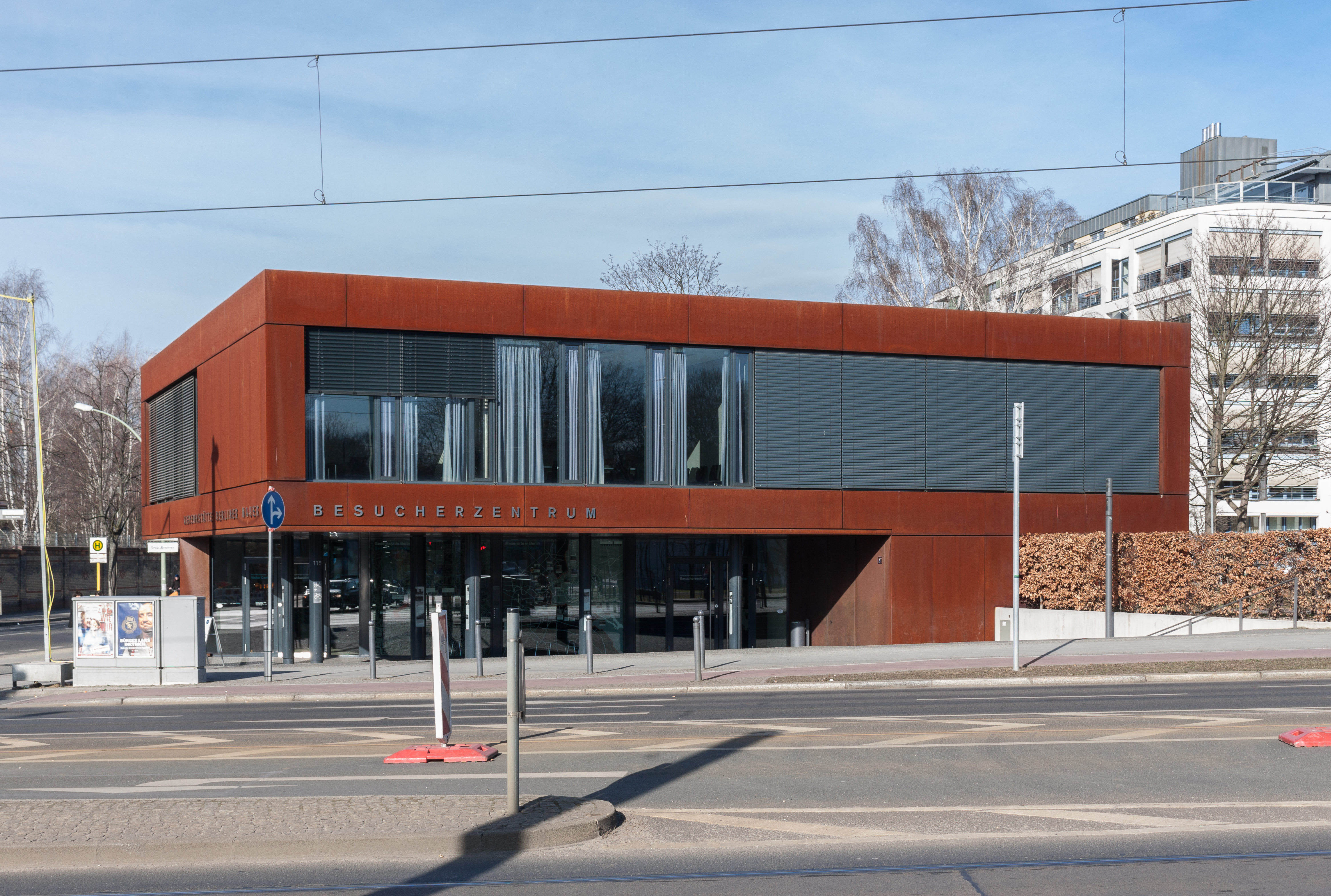
Centrum Obsługi Zwiedzających (Besucherzentrum)

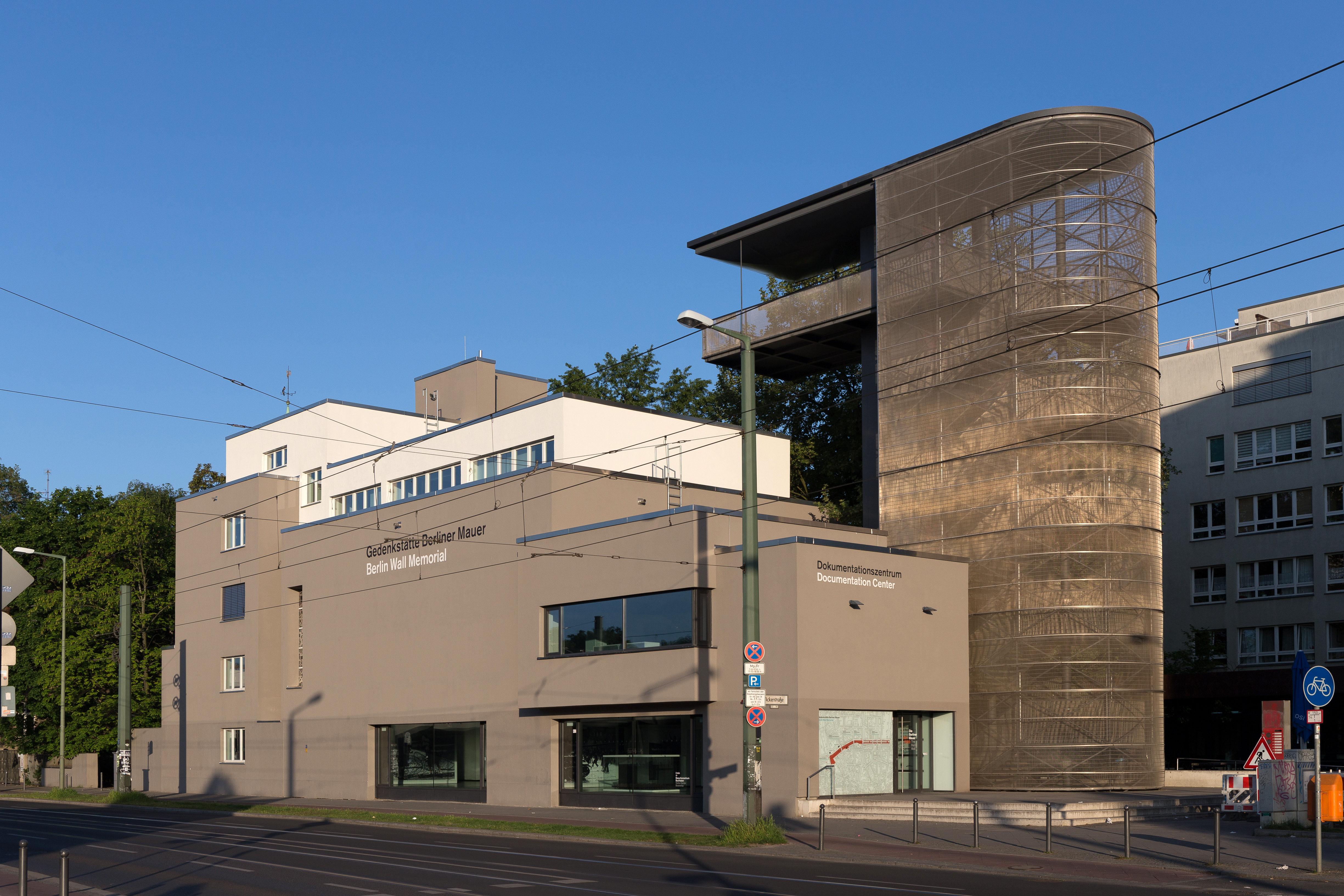
Dokumentationszentrum Berliner Mauer

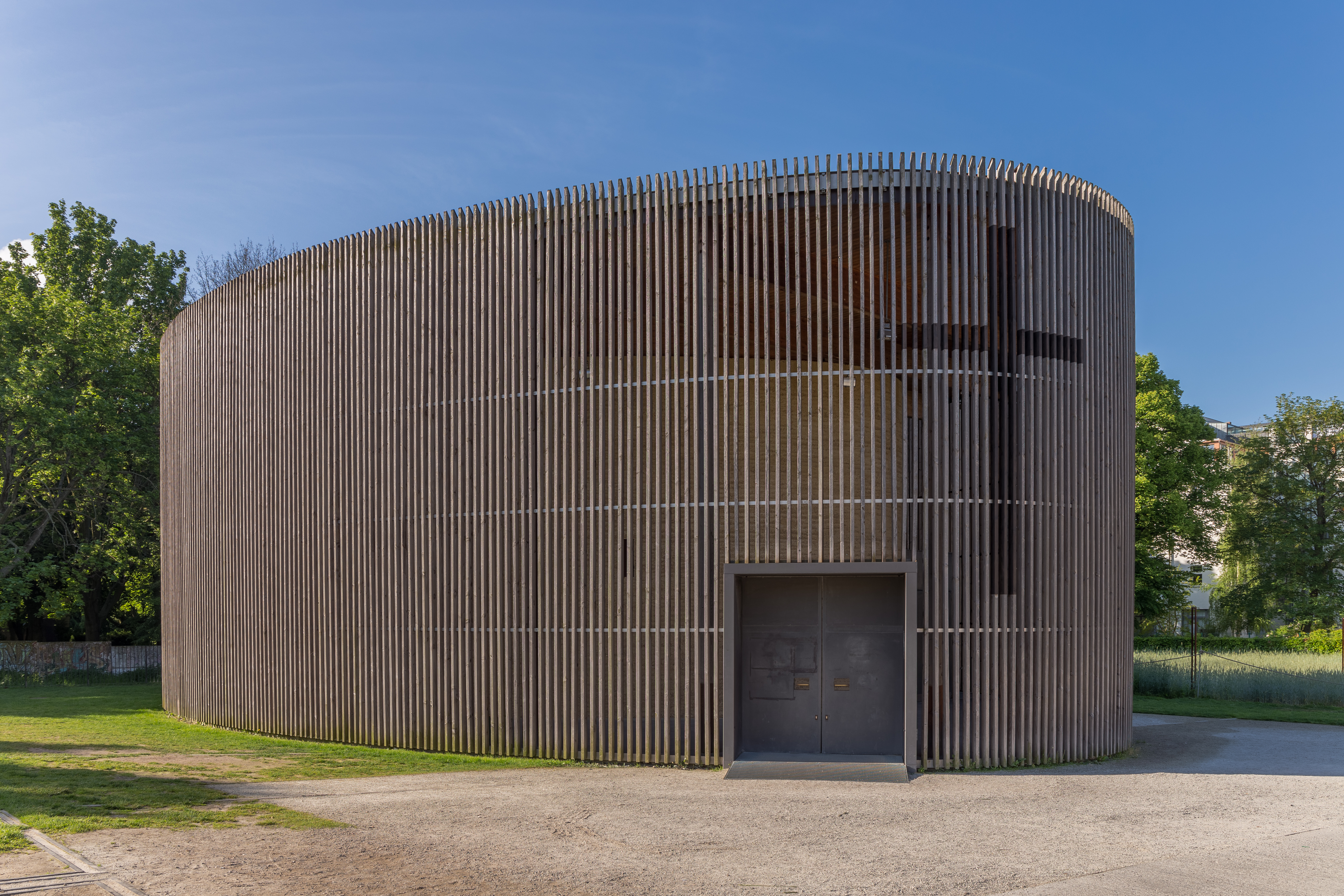
Kapelle der Versöhnung

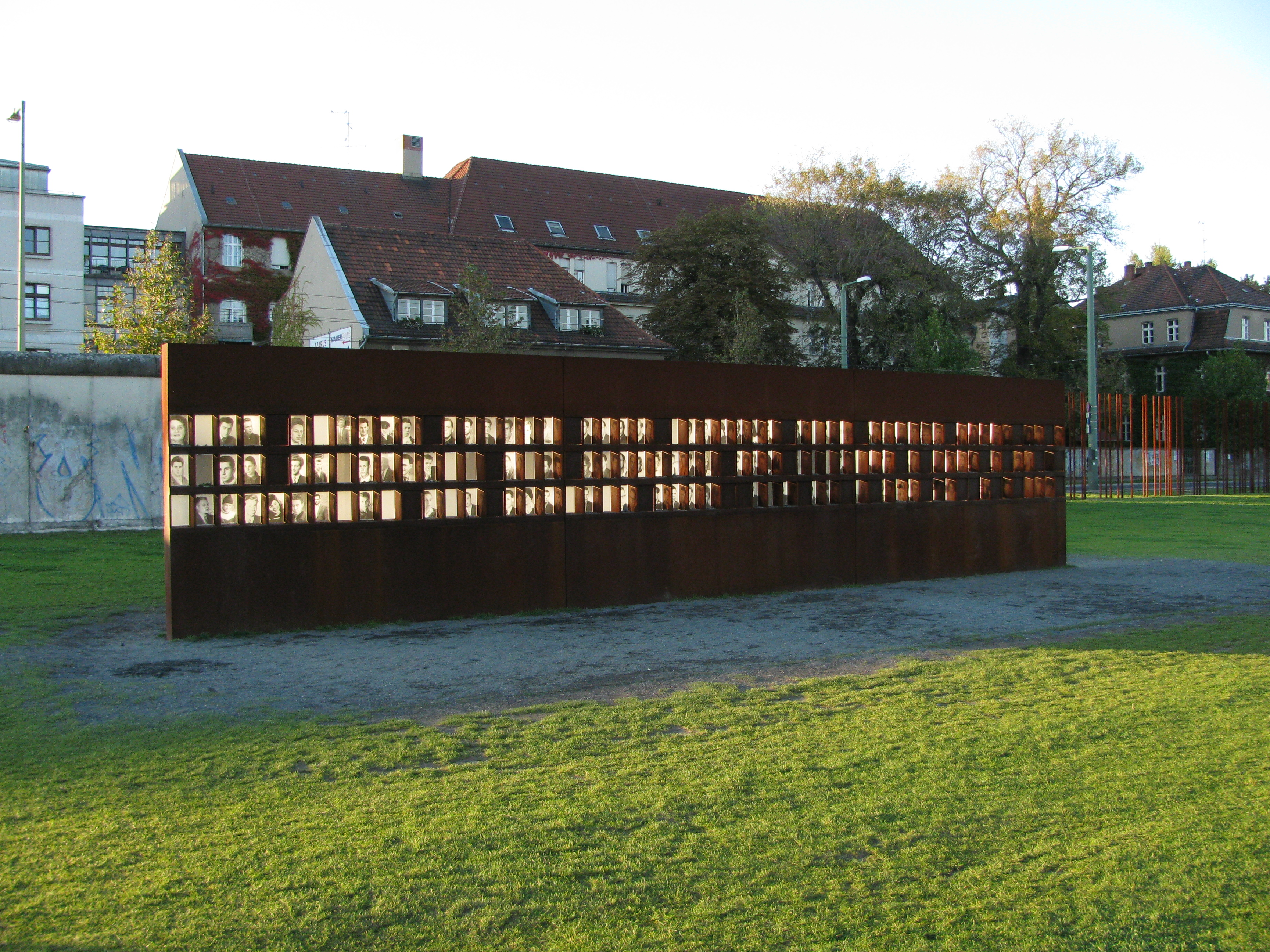
Fenster des Gedenkens

Gedenkstätte Berliner Mauer (z niem. Miejsce Pamięci Mur Berliński) – miejsce pamięci podziału Niemiec, znajdujące się między dawnymi dzielnicami Wedding i Berlin-Mitte przy ulicy Bernauer Straße, wzdłuż której przebiegał w latach 1961–1989 Mur Berliński. Obejmuje m.in. miejsce pamięci, centrum dokumentacji (Dokumentationszentrum Berliner Mauer) i Kaplicę Pojednania (Kapelle der Versöhnung).
Miejsce pamięci obejmuje odcinek byłego pasa granicznego o długości 1,4 km w tym 60-metrowy odcinek fortyfikacji granicznych przy Ackerstraße, który zachowano w stanie oryginalnym, dzięki czemu widoczna jest konstrukcja zabezpieczeń (mur wewnętrzny i zewnętrzny, droga do patrolowania, pas kontrolny i wieża wartownicza).
Kaplica Pojednania (Kapelle der Versöhnung) Ewangelickiej Gminy Pojednania została otwarta w 2000 r. Budowla wykonana w technice ubitej gliny na planie owalu, wzniesiona jest na fundamentach prezbiterium wysadzonego w roku 1985 Kościoła Pojednania.